# Maartje Scheepstra
Maartje Trijntje Scheepstra (* 1. April 1980 in Angguruk, Papua, Indonesien) ist eine niederländische Hockeyspielerin. Seit ihrem Debüt 2001 spielte sie 98 Mal für die der niederländischen Nationalmannschaft und erzielte 12 Tore.
Seit dem Sommer 2001 spielte sie für den Amsterdamsche Hockey & Bandy Club, mit dem sie 2005 den Europa Cup der Damen gewann. 2003 wurde sie als Welthockeyspielerin bei den Juniorinnen ausgezeichnet. Ihr größter Erfolg war der Gewinn der Silbermedaille bei den Olympischen Spielen 2004 in Athen. Im Endspiel gegen Deutschland erzielte sie den Anschlusstreffer zum 1:2.

## Sportliche Erfolge
- 2001, Champions Trophy, 2. Platz
- 2002, Champions Trophy, 3. Platz
- 2002, Weltmeisterschaft 2. Platz
- 2003, Europameisterschaft, 1. Platz
- 2003, Champions Trophy, 3. Platz
- 2004, Olympische Spiele, Silber
- 2004, Champions Trophy, 1. Platz
- 2005, Europameisterschaft, 1. Platz

## Weblink
- Maartje Scheepstra in der Datenbank von Olympedia.org (englisch)

| Personendaten    | Personendaten                           |
| ---------------- | --------------------------------------- |
| NAME             | Scheepstra, Maartje                     |
| ALTERNATIVNAMEN  | Scheepstra, Maartje Trijntje            |
| KURZBESCHREIBUNG | niederländische Hockeynationalspielerin |
| GEBURTSDATUM     | 1. April 1980                           |
| GEBURTSORT       | Angguruk, Papua, Indonesien             |